# 新潟県立六日町高等学校
新潟県立六日町高等学校（にいがたけんりつ むいかまちこうとうがっこう、英称：Niigata Prefectural Muikamachi-Senior High School）は、新潟県南魚沼市に所在する県立高等学校である。愛称は「六高」（ろっこう）。

## 概要
本校の起源は南魚沼郡（旧）六日町の住民らが主導となって行っていた「県立中学校誘致運動」 による県立中学校新設に遡る。1924年5月4日 に（旧制）新潟縣立六日町中學校として六日町の地に開校した。現在の十日町高校に次いで開校し、現在の南魚沼市では唯一の旧制中学校を前身とする高等学校である。
文武両道の校訓の通り、部活動では全国高等学校野球選手権大会（夏の甲子園）に出場経験のある野球部を筆頭に盛んであり、また地域柄スキーの強豪校として著名なほか、学校の年間行事では「魚沼のオリンピック」と呼ばれる大運動会や「六高祭」（ろっこうさい）と称する文化祭がある。

### 分校
学制改革を経て県立高校になった後、南魚沼地区の湯沢・塩沢・五日町（大巻・城内分校の統合後に設置）・大巻・城内・浦佐にそれぞれ分校を構えていたが、湯沢・塩沢分校に関しては独立の上でそれぞれ湯沢高校と塩沢商工高校に、五日町分校については六日町女子高校（現：八海高校）の開校に伴い統合され、そのほかの分校についてはいずれも廃校となっている。

### 校歌
作詞：手塚 義明（初代校長）
作曲：山田 耕筰

### 校章
制作：青木 勝三
昭和28年に（旧制）新潟縣立六日町中學校の校章を部分的に手直しして新たに定められた。外側の六本の線は「雪」の結晶を表し、六本の線が交差している中央の黄色い星形の部分は太陽を表している。これらは、校歌の一節にある「雪こそ校章（しるし）」「太陽（ひ）こそは校章（しるし）」を模したものである。

### 校旗
昭和28年に、新しい校章を定めたことに伴い、旧制の新潟縣立六日町中學校の校旗と同色の紫地に、金モールの校章を刺繍したものである。

### 学校生活
本校では開校時より上級学校への進学に対応した授業カリキュラムが編成されており、2007年度までは65分授業×5時間授業を導入していたが、2008年度からは55分授業×6時間授業を実施している。
登校後には朝10分間を使用した朝学習・朝読書の時間が設けられており、起床後の集中力を高めるルーティーンの場として利用されている。

### 進路
2014年度以降の近年 は、生徒の約8割が4年生大学への進学を希望 し、67％ の生徒が4年制大学・短大に進学する一方 で、公務員や民間企業への就職、各種専門学校や短期大学への進学実績もある。
国公立大学においては、県内の新潟大学や新潟県立大学、上越教育大学をはじめ、県外の東北・筑波・一橋・山形などの大学に、私立大学においては県外の早稲田・慶応をはじめ、上智・明治・立教・法政・明治学院などの大学に現役合格する生徒が多く見受けられる。

## 設置課程
- 全日制課程
  - 普通科

### 廃止された課程
- 定時制課程（設置：1948年6月・廃止：2007年度）

## 沿革
- 1924年（大正13年）3月23日 - 設置認可[1]。
- 1924年（大正13年）5月4日 - 新潟縣立六日町中學校開校。六日町立六日町尋常髙等小學校を仮校舎とする。
  - 9月 - 赤穂親美（制作）の校章制定。
- 1925年（大正14年）4月 - 六日町実科髙等女學校開校。
  - 10月 - 校旗制定、樹立式挙行。
- 1928年（昭和3年）7月 - 校歌が制定される。
  - 11月 - 校舎竣工、現在地に移転。
- 1948年（昭和23年）4月1日 - 学制改革に伴い六日町立高等女学校を統合、新潟県立六日町高等学校となる。
  - 6月1日 - 定時制課程（中心校・湯沢分校・大巻分校・浦佐分校）を設置。
  - 7月1日 - 定時制城内分校を設置。
- 1950年（昭和25年）12月1日 - 小学区制による通学区域設定、南魚沼郡が通学区となる。
- 1952年（昭和27年）4月1日 - 定時制塩沢分校を設置。
- 1953年（昭和28年）11月 - デザイン：大智浩による校章、校旗制定。
- 1955年（昭和30年）2月1日 - 通学区域改正、魚沼三郡・小千谷市・十日町市・近接郡の一部が通学区となる。
- 1960年（昭和35年）4月1日 - 定時制大巻・城内分校を統合、定時制五日町分校を設置。
- 1961年（昭和36年）9月 - 寄宿舎廃止に伴い取り壊される。
- 1963年（昭和38年）4月1日 - 定時制塩沢分校を新潟県立塩沢商工高等学校開校に伴い移管。
- 1965年（昭和40年）4月1日 - 団塊の世代による高校進学者数増加に伴い、各学年10学級・全校で30学級編成となる。
- 1968年（昭和43年）4月1日 - 全日制五日町分校を設置。
- 1969年（昭和44年）4月1日 - 五日町分校を新潟県立六日町女子高等学校へ移管。
- 1974年（昭和49年）2月 - スキー部女子がインターハイ総合優勝。
  - 4月1日 - 定時制湯沢分校が全日制へ移行。
- 1978年（昭和53年）4月1日 - 全日制湯沢分校が独立、新潟県立湯沢高等学校として開校。
- 1981年（昭和56年）12月 - 創立50周年記念館「同窓会館」竣工。
- 1995年（平成7年）3月31日 - 定時制浦佐分校を閉校。
  - 8月 - 野球部が第77回全国高等学校野球選手権大会出場（1回戦、2-8で福岡県柳川高等学校に敗退）。
- 2003年（平成15年）10月4日 - 創立80周年記念式典挙行。
- 2004年（平成16年）4月1日 - 定時制募集停止（2007年3月31日閉課程）。
- 2006年（平成18年）4月1日 - 湯沢高校を再統合。同校は2008年3月31日閉校。
- 2013年（平成25年）- 創立90周年を迎える。

## ギャラリー

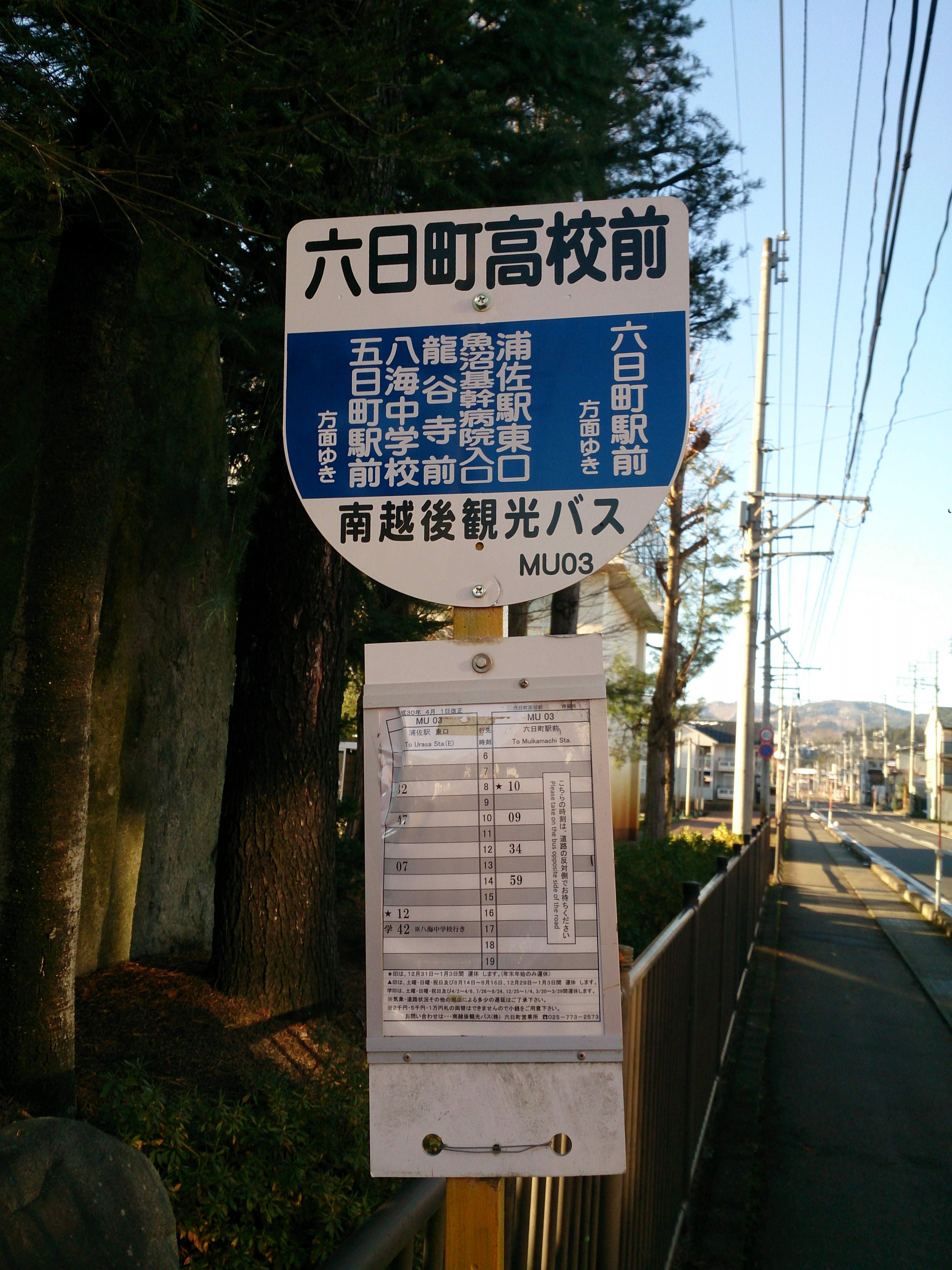
最寄りのバス停

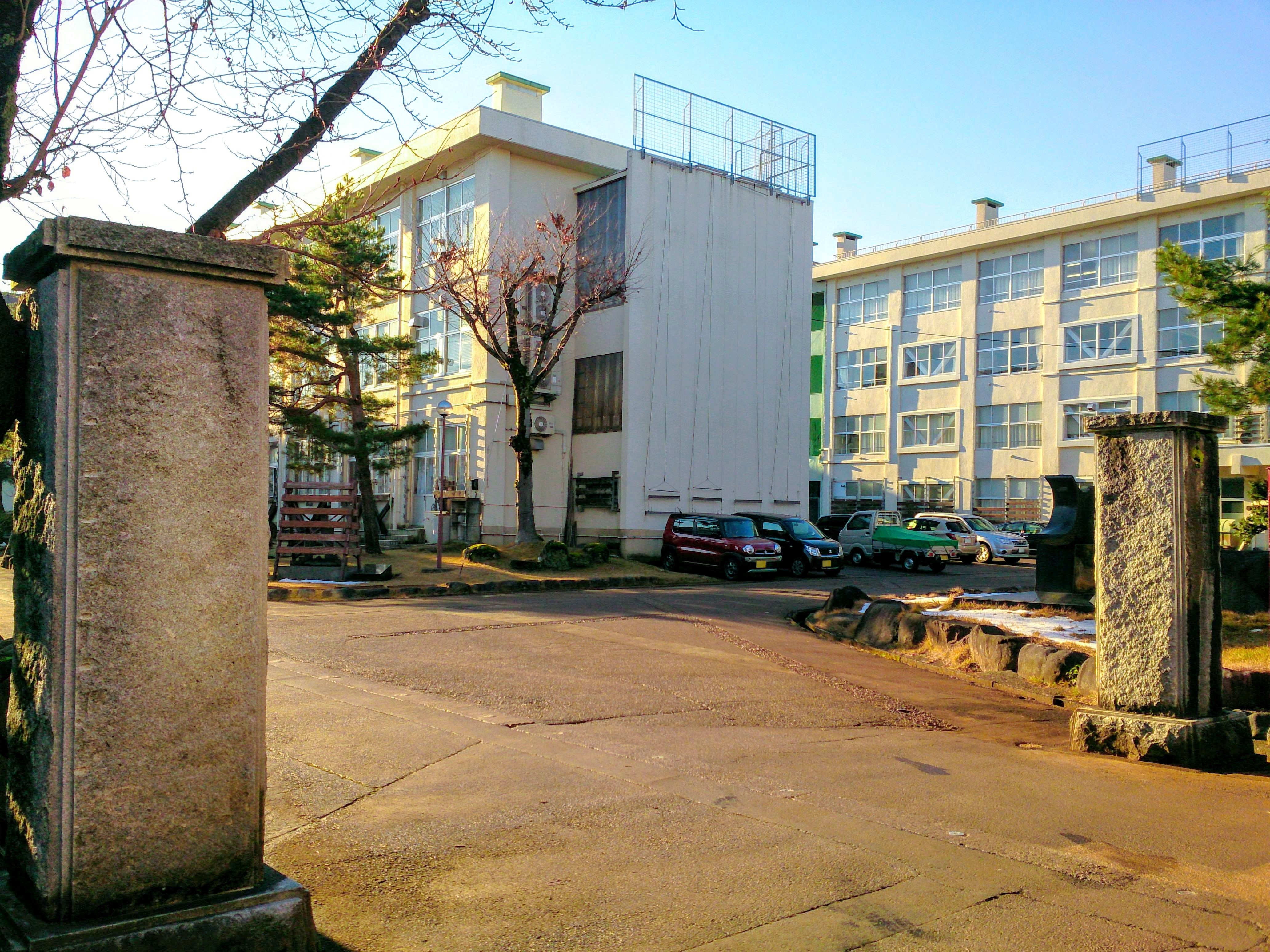
校門
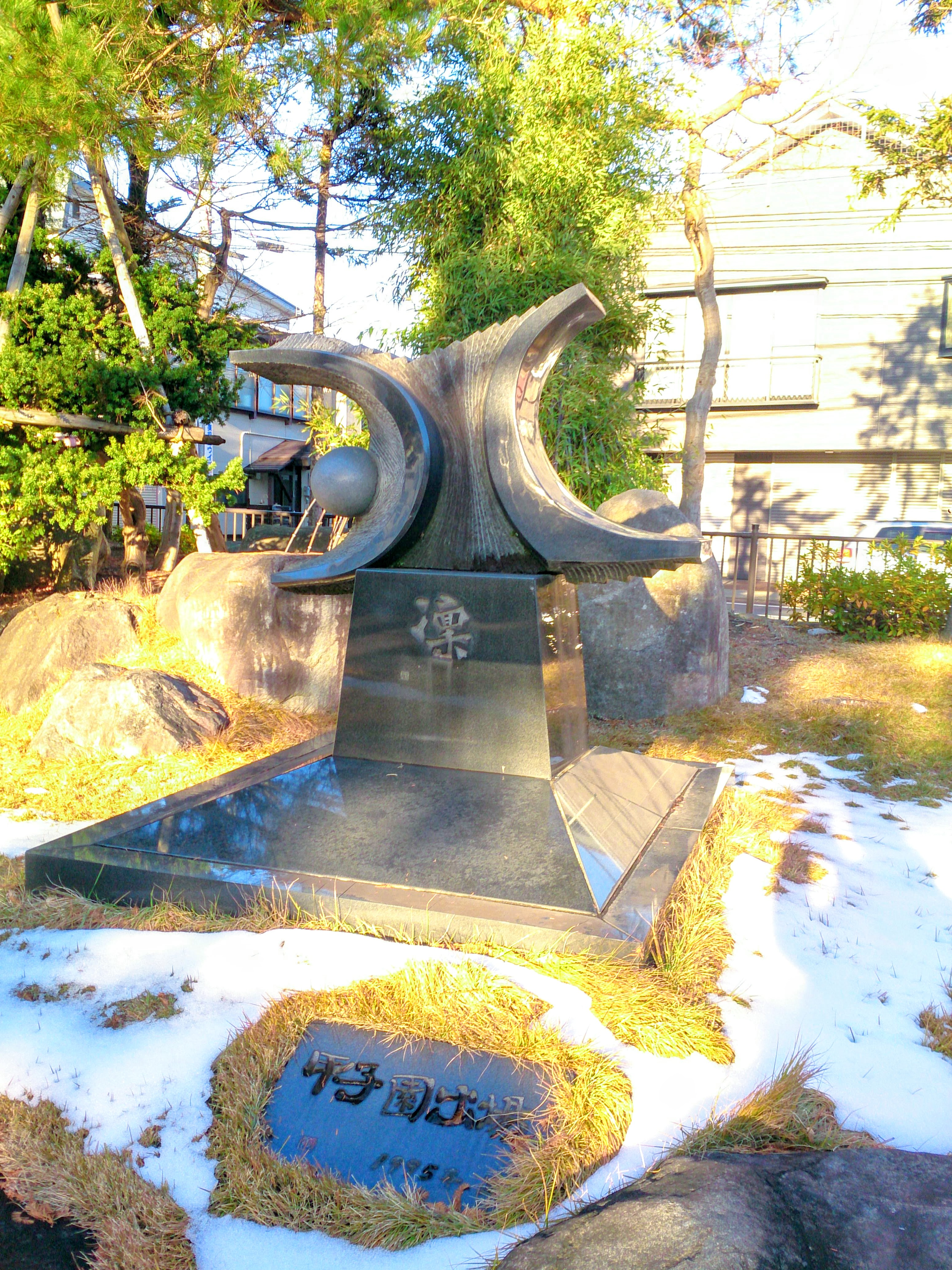
甲子園出場を記念し設置された石碑「凛」

## 学校行事
（以下は六高機関紙に基づく年間の主要行事である）
- 4月 - 入学式・1学期始業式・生徒総会
- 5月 - 中間考査
- 6月 - 運動会・生徒会役員選挙
- 7月 - 期末考査・クラスマッチ・1学期終業式
- 8月 - サマースクール（2・3年生対象）・夏季補習・2学期始業式
- 9月 - 六高祭（文化祭）
- 10月 - 2年研修旅行（沖縄県）・マラソン大会
- 11月 - 文化行事
- 12月 - 期末考査・2学期終業式
- 1月 - 3学期始業式・3年生学年末考査
- 2月 - 学年末考査（3年生除く）
- 3月 - 卒業式・3学期終業式・離任式

## 部活動
（以下は公式ホームページ・機関紙上で紹介されている部活動の一覧である）

### 運動部
- 野球部
- サッカー部
- 陸上競技部
- 男子テニス部
- 女子テニス部
- 水泳部
- 柔道部
- 剣道部
- 卓球部
- 男子バレーボール部
- 女子バレーボール部
- 男子バスケットボール部
- 女子バスケットボール部
- ダンス部
- スキー部
- 山岳部

### 研究部
- 演劇部
- 音楽部
- 科学部
- 語学部
- 茶道部
- 写真部
- 書道部
- 吹奏楽部
- 美術部
  - 美術班
  - 漫画班
- 物理部
  - 天文班

### 同好会
2023年度現在、同好会の活動は行われていない。

## 著名な出身者
- 松井利夫〈アルプス技研最高顧問・南魚沼市産業育成支援特別顧問〉
- 小野澤一成〈ゆきぐに信用組合理事長・新潟県信用組合協会長〉
- 風間晋 （フジテレビ解説委員）
- 雲尾周 〈新潟大学教育学部・教職大学院教授〉
- 高野孝子（特定非営利活動法人ECOPLUS代表理事・早稲田大学留学センター教授）
- 髙橋和夫（実業家・東京急行電鉄副会長:前代表取締役社長）
- 青木進（元全国郵便局長会長）
- 大坪賢次（ニューヨーク 新潟県人会長・新潟日報国際交流拠点NY事務所代表）
- 飛鳥部勝則（小説家・洋画家）
- 黒岩宇洋（政治家・新潟県第3区衆議院議員・元：参議院議員）
- 桜井新（政治家・元：参議院議員・環境庁長官・併設（旧制）中学校卒）
- 田村正幸（湯沢町長）
- 井口一郎（初代：南魚沼市長・五日町分校卒）
- 林茂男（現：南魚沼市長）
- 井口時男（文芸評論家・東京工業大学教授）
- 並木頼寿（歴史学者・元：東京大学教養学部教授）
- 遠藤哲夫（著述家）
- 大津浩（憲法学者・弁護士・明治大学法学部教授）
- 平賀壯太（分子生物学者・熊本大学名誉博士）
- 小野塚喜明（稲作篤農家）
- 町田浩徳（日本テレビアナウンサー）
- 山崎智彦（NHKアナウンサー）
- 駒形正明（TeNYテレビ新潟・元：アナウンサー）
- 大平真理子（TeNYテレビ新潟・アナウンサー）
- 村松利史（俳優、脚本家、演出家、構成作家）

## 交通・アクセス方法
- 南越後観光バス「六日町高校前」バス停（MU-03）より徒歩すぐ
- JR東日本（上越線）・北越急行（ほくほく線）六日町駅（東口）より北西へ約650m（徒歩：約7分）

### ギャラリー
- 最寄りのバス停